# الباب ذو ثلاثة كتل
الباب ذو ثلاثة كتل هو معلم أثري تونسي مصنف من قبل المعهد الوطني للتراث يقع في ولاية باجة في الشمال الغربي التونسي، تحديدا في توكابر تم تصنيف المعلم في يوم 19 مارس 1894.

## مقالات ذات صلة
- قائمة المعالم الأثرية المصنفة في تونس